# Damat Cselebi Lütfi
Lütfi pasa, teljes nevén Damat Cselebi Lütfi pasa, törökül: Damat Çelebi Lütfi Paşa, 1488 körül – Didümoteikhó, 1564. március 27.) oszmán nagyvezír I. Szulejmán uralkodása alatt 1539 és 1541 között; Szulejmán sógora.

## Élete
Lütfi albán származású volt, Vlorából[forrás?]. A devsirme-rendszer (gyermekadó) révén került II. Bajazid oszmán szultán udvarába, ahol muszlim nevelést és oktatást kapott. Először Kastamuni szandzsákbégjévé nevezték ki, majd Karaman beglerbégje lett. Életének ezeket a részleteit Asafname című könyvének előszavából ismerjük, itt azonban nem ad meg dátumokat és a palotába kerülése előtti életéről nem ír. Lehetséges, hogy előbb Aydin, majd Yanya (Ioannina) szandzsákbégjeként is szolgált, mivel Feridun bég említ egy bizonyos Lütfi béget, aki Rodosz 1522-es ostroma idején Aydin szandzsákbégje volt (Feridun Bey, Münşe'at al-selâtin, İstanbul 1274 AH/1857), illetve egy Lütfi béget, aki Bécs 1529-es ostroma idején Yanya szandzsákbégjeként szolgált (ibid. I, 573). Elképzelhető, hogy mindkét esetben a későbbi Lütfi pasára utal, mivel a pasa maga is kijelentette, hogy részt vett ezekben a hadjáratokban (Lütfi pasa, Tevârih-i 'Al-i Osman, ed. Ali, İstanbul 1341/1922-3, 3). Beszámolója alapján részt vett I. Szelim szafavidák elleni hadjáratában Nyugat-Anatóliában, valamint a mamelukok elleniben Szíriában és Egyiptomban. I. Szulejmán alatt részt vett Nándorfehérvár ostromában 1521-ben és Rodoszéban 1522-ben.
1523-ban vette feleségül I. Szulejmán szultán húgát, Sah szultánát, akitől két lánya született. 1541-ben egy veszekedés során fizikailag bántalmazta feleségét, aki a szultán engedélyével elvált tőle; Lütfi pasát ekkor leváltották nagyvezíri tisztségéből; visszavonult birtokára, mely a mai Görögország területén fekszik, és itt élte le hátralévő életét. Esmehan nevű lánya Szulejmán és Hürrem szultána legidősebb fiának, Mehmed hercegnek a felesége lett.

## Művei
Huszonegy művet írt, főleg vallási, de esetenként történelmi témában is; tizenhármat arab, nyolcat török nyelven. Említésre méltó az Asafname, egy minisztereknek szóló tükör, és a Tevâriḫ-i Âl-i ‘Os̱mân, amelyben a birodalom történelmét írja le, és beszámol saját életéről is II. Bajazid, I. Szelim és I. Szulejmán uralkodása alatt. Nagy hangsúlyt helyezett arra a kérdésre, hogy az oszmán szultánok viselhetik-e a kalifa címet annak ellenére, hogy nem arabok.

## A popkultúrában
A Szulejmán (Muhteşem Yüzyıl) tévésorozatban Mehmet Özgür török színész alakítja.

## Fordítás
- Ez a szócikk részben vagy egészben  a   Lütfi Pasha című angol Wikipédia-szócikk ezen változatának fordításán alapul.  Az eredeti cikk szerkesztőit annak laptörténete sorolja fel. Ez a jelzés csupán a megfogalmazás eredetét és a szerzői jogokat jelzi, nem szolgál a cikkben szereplő információk forrásmegjelöléseként.